# Прескрипция
Прескри́пция (от лат. prescribere — предписывать; отсюда буквальное значение — предписание), прескрипти́вное выска́зывание, нормати́вное выска́зывание — высказывание о должном, то есть высказывание, утверждающее необходимость каких-либо действий или их отсутствия и не обладающее истинностным значением, в отличие от противопоставляемого ему описывающего, дескриптивного высказывания. Прескриптивными высказываниями являются правовые, моральные и иные нормы, поскольку каждая из них содержит предписание: дозволение, запрет или обязывание. («Прескриптивный» и означает «предписывающий».)
Изучением прескриптивных высказываний занимается деонтическая логика — раздел модальной логики, которая, в свою очередь, относится к неклассической логике.